# Municipio de Union (condado de Fulton, Indiana)
El municipio de Union (en inglés: Union Township) es un municipio ubicado en el condado de Fulton en el estado estadounidense de Indiana. En el año 2010 tenía una población de 1397 habitantes y una densidad poblacional de 13,17 personas por km².

## Geografía
El municipio de Union se encuentra ubicado en las coordenadas 41°2′51″N 86°23′52″O / 41.04750, -86.39778. Según la Oficina del Censo de los Estados Unidos, el municipio tiene una superficie total de 106.08 km², de la cual 105.03 km² corresponden a tierra firme y (0.98%) 1.04 km² es agua.

## Demografía
Según el censo de 2010, había 1397 personas residiendo en el municipio de Union. La densidad de población era de 13,17 hab./km². De los 1397 habitantes, el municipio de Union estaba compuesto por el 94.49% blancos, el 1.93% eran afroamericanos, el 0.5% eran amerindios, el 0.93% eran asiáticos, el 0.07% eran isleños del Pacífico, el 0.43% eran de otras razas y el 1.65% pertenecían a dos o más razas. Del total de la población el 2.15% eran hispanos o latinos de cualquier raza.